# BMW R100 GS
La BMW R100 GS (e la più piccola R 80 GS uscita contemporaneamente), è una motocicletta prodotta dalla casa motociclistica BMW dal 1987 al 1996.

## Storia
La R100 GS (e la più piccola R80 GS) hanno preso il posto della R80 G/S, uscita di produzione nel 1987.
La R nel nome sta a indicare il motore boxer a cilindri contrapposti, mentre GS è l'acronimo di Gelande Sport (fuoristrada/sport) che differisce dalla vecchia sigla G/S dove il significato era Gelande/Strasse (fuoristrada/strada), indicando la vocazione multi-task e l'approccio della famiglia G/S e GS: moto fatte per l'utilizzo su asfalto e su fuoristrada non estremo, che davano il meglio su sterrati poco accidentati.
La R 100 GS è stata in produzione dal 1987 al 1996 ma è corretto dire che nel 1994 il motore R così come era stato montato sulla R 100 GS, è stato modificato per motivi legati alle sempre più stringenti normative anti inquinamento e rumore inserendo l'SLS. In totale sono stati prodotti 34.007 esemplari di questa moto.
La R 100 GS è stata presentata ufficialmente a Firenze nel settembre 1987 ed è stata resa disponibile sul mercato italiano dal dicembre 1987.
Tre le livree per entrambi i modelli: bianca-azzurra, nero-gialla (chiamata affettuosamente Ape Maia) e rosso-Marrakech (quest'ultima colorazione, più rara sulle R 100).  Inizialmente per l'R 100 c'era la bianca-azzurra e la nero-gialla, mentre per l'R80 la bianca-azzurra e la rossa.  Poi sono state introdotte anche R 100 rosse e R 80 nero-gialle.
La R 100 usciva con un piccolo cupolino di serie (detto "unghia") che non era di serie per la R 80. Questo pur piccolo riparo (già disponibile peraltro per le vecchie G/S) era utile per le alte velocità autostradali e non si capisce come mai non fosse di serie per la R 80. Il pedale dell'avviamento sito sul lato sinistro della moto che si può vedere su alcuni modelli di R 100 e R 80, non era di serie ma era disponibile come optional.
All'epoca il prezzo era 12,4 milioni di lire per la R 100 (e 10,8 milioni di lire per la R 80). Le borse Krauser (da 27 litri e 33 litri) erano optional e costavano 459.000 lire, mentre quella posteriore di cuoio costava 236.000 lire e quella da serbatoio 297.000 lire. I paramani costavano 26.550 lire.

## Caratteristiche tecniche
Il motore della R 100 GS è un quattro tempi, raffreddato ad aria (con radiatore dell'olio solo per la R 100, montato sul para cilindri destro), distribuzione ad aste a bilancieri e due valvole per cilindro. Alesaggio e corsa 94x70,6 mm (84,8x70,6 mm per la R 80). Cilindrata totale 980 cm³ (797 per la R 80). Per l’epoca, la R 100 GS era una moto estremamente costosa (12, 4 milioni di lire), discreta come livrea e non molto aggressiva come approccio all’enduro. Ricordiamo che a fine anni 80, le maxi enduro concorrenti (Cagiva Elefant 750, HONDA XLV 750 R, HONDA Africa Twin 750 RD04 e 650 RD03), erano molto meno costose e più aggressive sull’off road. Questo rendeva la R 100 GS una moto “esclusiva” e apparentemente dedicata a un mercato di motociclisti di alta gamma. Tuttavia, ebbe grande successo e, come tutte le altre BMW, “tenne” il mercato mantenendo ottime quotazioni sull’usato.
Era una moto per chi non si trovava a proprio agio su moto vistose e dai colori sgargianti, e che cercava una moto da mototurismo e da fuoristrada leggero, più discreta, comoda e affidabile. La BMW si stacca quindi dalla strategia giapponese del “rally” offrendo una moto che dà il meglio su sterrati non troppo impegnativi ma è anche una eccellente moto cittadina e autostradale.

### Modifiche rispetto alla vecchia R 80 G/S del 1981
C’è un aggiornamento generale e diversi miglioramenti rispetto alla vecchia G/S: la cilindrata è portata a mille con 60 cavalli (circa 11 in più della G/S), la ciclistica è la stessa ma la moto è più lunga di circa 6 cm, il serbatoio (con spazi per le ginocchia) è aumentato a 24 litri, con 4 litri di riserva (19,5 litri nella G/S) e il relativo tappo ha il tubo di sfiato orizzontale invece che verticale. La forcella Marzocchi è più rigida della precedente forcella BMW, con maggiore escursione (225 mm) e più grande (40 mm invece di 38,5 mm). I carburatori sono due Bing da 40 mm, più grandi della vecchia serie (32). Il disco freno anteriore è aumentato a 285 mm contro il vecchio da 260 mm con due pistoncini. Il cavalletto centrale è ridisegnato ed è più comodo nell'operazione di sollevamento della moto. Contagiri e orologio montati a i lati del contachilometri, sono di serie (optional sul G/S). L'impianto di lubrificazione è dotato di un radiatore montato sul para cilindri a destra della moto.  Le ruote consentono il montaggio di gomme tubeless, con raggi facilmente sostituibili svitandoli dall’alto in caso di danneggiamento. La ruota posteriore si riduce a 17 rispetto alla vecchia ruota da 18 del G/S: l'anteriore resta da 21. La ruota posteriore è fissato da 4 bulloni a staffa in luogo dei precedenti 3 bulloni. I rapporti del cambio sono gli stessi ma il rapporto finale della copia conica è più lungo passando da 37/11 a 34/11. Come carrozzeria compaiono i fianchetti laterali, la sella sale sul serbatoio, e gli specchietti hanno snodo più moderno. Marmitta in acciaio cromato con copertura nera, simile a quella della Paris Dakar, ma più piccola. Batteria da 12V-25Ah (invece della G/S che aveva la 12V-16Ah). Scompare definitivamente l'avviamento a pedale (che diventa optional). Il peso è leggermente superiore: 210 kg rispetto ai 191 kg della R80 G/S e dei 205 kg della BMW R80 G/S Paris Dakar. Ma la maggior differenza è certamente il nuovo forcellone Paralever a doppio snodo, che consente di ridurre drasticamente il beccheggio del Monolever in accelerazione e rilascio (il Monolever infatti “alzava” il retrotreno in accelerazione e lo abbassava in staccata).  L'albero del Paralever è a secco.

### Evoluzione della R 100 GS

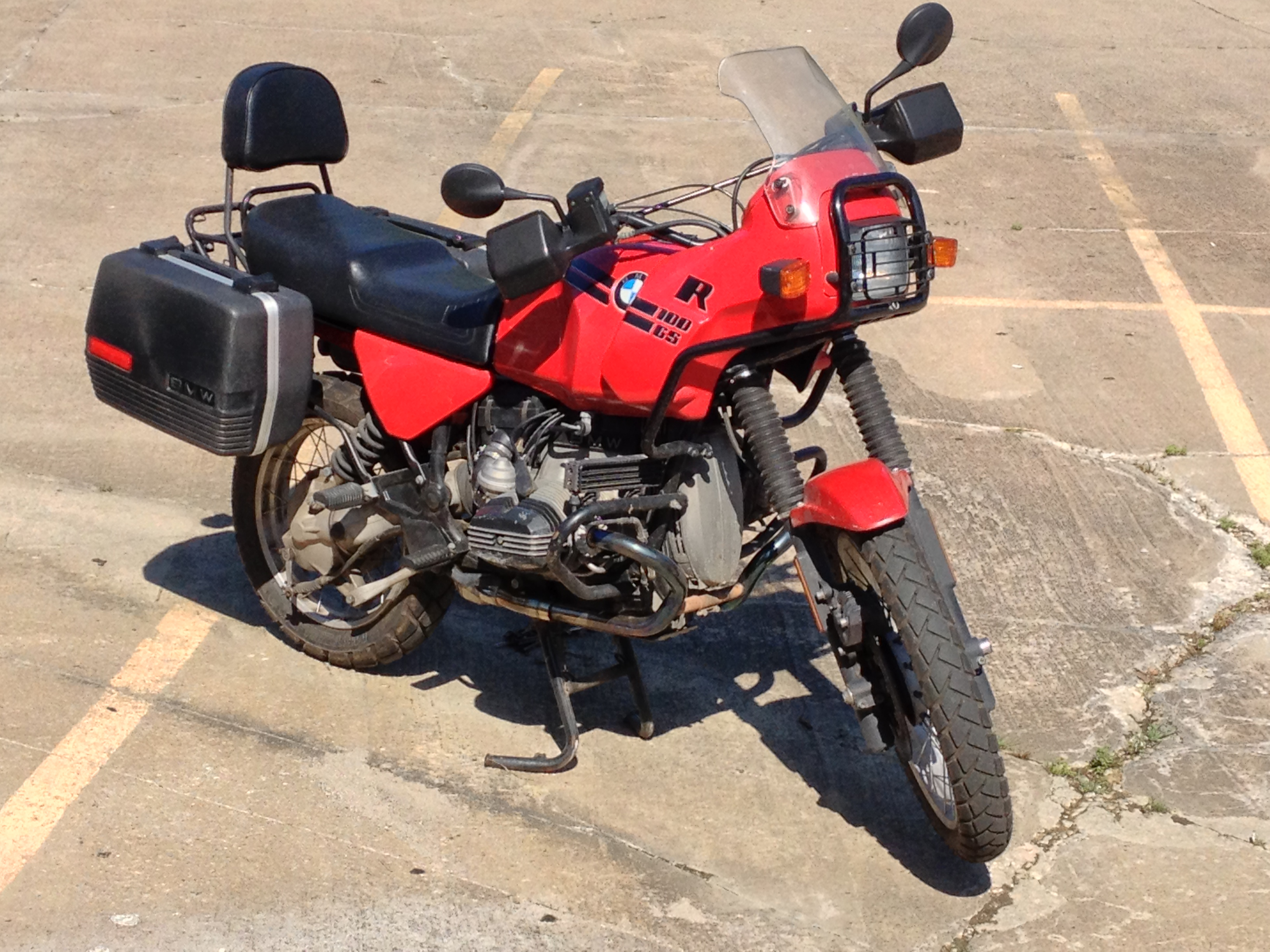
Evoluzione di una BMW R100 GS

La R100 GS e la R80 GS sono rimaste praticamente invariate fino al 1991, anno in cui un restyling piuttosto rilevante le ha trasformate anche esteticamente introducendo essenzialmente tre elementi importanti: il faro rettangolare, il famoso "carenino" anteriore e il cruscotto per la strumentazione con il grande tachimetro e contagiri, senza orologio.  Seguiamo l'introduzione delle principali varianti. Fino alla fine del 1988 era disponibile solo il parafango anteriore alto (tipo cross), mentre nel 1989 venne introdotto anche il parafango basso come optional utilizzabile su tutti i modelli; sempre nel 1989 è stato usato un inserto in Gore-Tex sul quadro strumenti per prevenire l'appannamento; nello stesso anno sono stati inseriti nuovi cuscinetti per la frizione ed è stata montata una molla più morbida per la sospensione posteriore. Nel 1991 arriva il cambiamento più rilevante: il nuovo modello è dotato di nuovo cruscotto e carene protette da un roll bar in acciaio. Il faro è rettangolare e viene introdotto un parabrezza (ad angolatura regolabile); i controlli al manubrio sono come la serie K; il peso aumenta a 215 kg; è possibile scegliere il parafango anteriore alto o basso e tra gli optional, un orologio digitale e la presa per la batteria. Tra le ultime versioni, ricordiamo anche la R 100 Mystic, che differisce dalle altre solo per l'estetica e la colorazione di un rosso molto particolare.
Oggi, la valutazione dell'usato dei modelli "carenino" e faro rettangolare (1991-1996) è più bassa dei modelli classici a faro tondo e senza carene.

### R 100 GS Paris Dakar

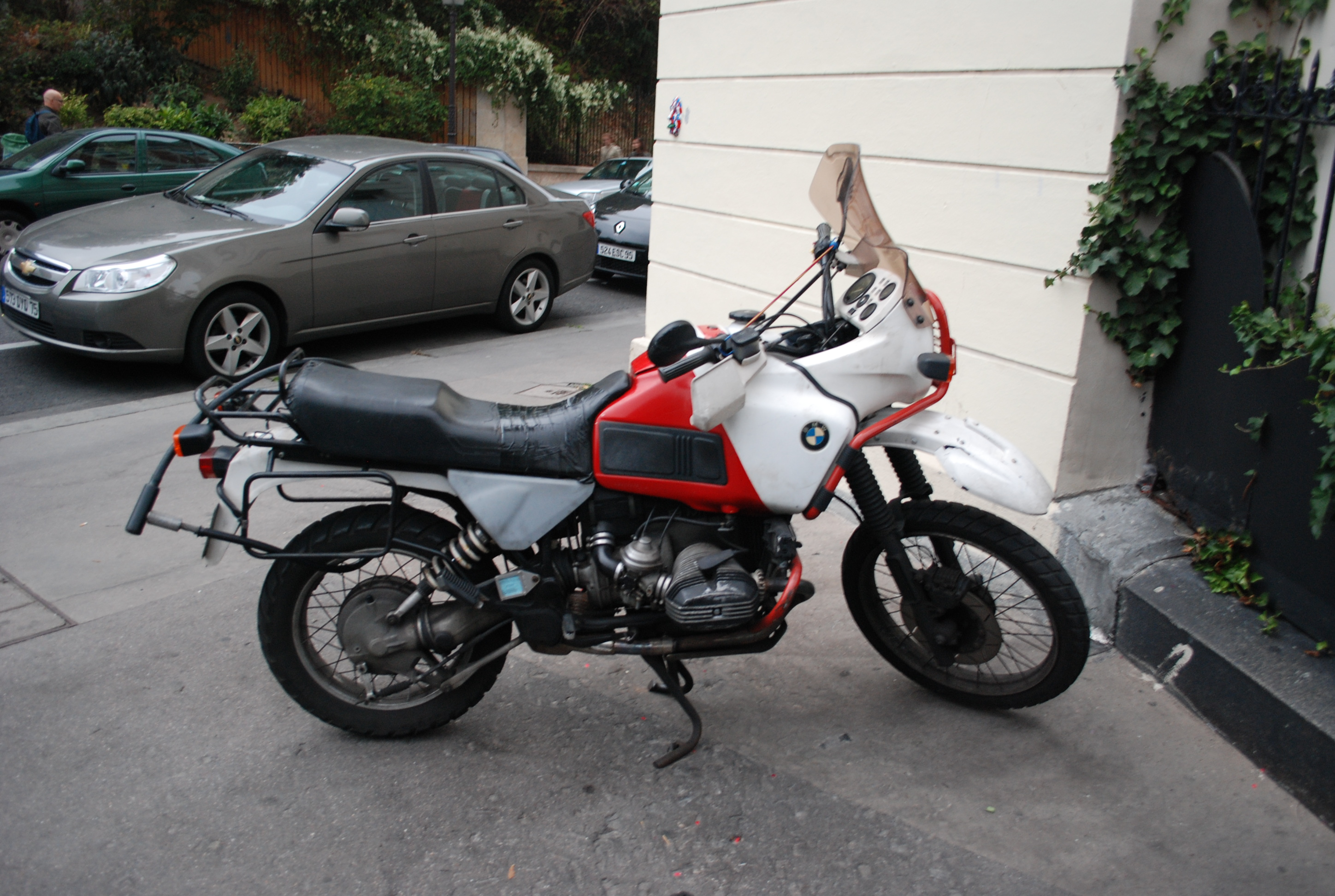
BMW R 100 GS Paris Dakar

Nel 1988 fu introdotta una variante della R 100 GS apertamente rivolta allo stile rally africano (molto popolare all'epoca): la BMW R100 GS Paris Dakar, che presentava notevoli differenze rispetto alla tradizionale R 100 GS faro tondo. Molte di queste caratteristiche furono riprese nelle versioni dell' R 100 GS dal 1991 in poi. L'aspetto della PD era più massiccio e imponente, il faro era rettangolare, era presente una carena che partiva dal serbatoio (più grande, con capienza pari a 26 litri e 4,7 di riserva) e che sorreggeva un parabrezza e un cruscotto con il tachimetro, le spie, il contagiri e l'orologio (in pratica era la stessa strumentazione della R 100 GS ma raggruppata in un cruscotto).  Un roll bar in acciaio proteggeva il frontale e il faro. La sella era nera e singola. La livrea era bianca e rossa ma ne seguirono altre come quella nera e azzurra e successivamente la PD Classic, ultima versione nera e cromo con i coperchi delle testate rotondi (anche disponibile in versione R80 in alcuni paesi come il Sud Africa). La PD fu prodotta dal 1988 al 1996 in 8772 esemplari.